# Hrabstwo Rio Blanco

Piramida wieku hrabstwa

Hrabstwo Rio Blanco to hrabstwo w stanie Kolorado. United States Census Bureau podaje, że w 2000 liczba mieszkańców wynosiła 5 986. Siedzibą hrabstwa jest Meeker.

## Geografia
Według United States Census Bureau powierzchnia hrabstwa zajmuje 3 223 mile kwadratowe (8 347 km²), z czego woda zajmuje 5 km².

### Sąsiednie hrabstwa
- Moffat County, Kolorado – północ
- Routt County, Kolorado – północny wschód, wschód
- Garfield County, Kolorado – południe
- Uintah County, Utah – zachód

## Demografia
Według spisu z 2000, w hrabstwie było 5 986 ludzi, 2 306 gospodarstw domowych, i 1 646 rodzin. Gęstość zaludnienia wynosiła 1,8 mieszkańca na milę kwadratową (0,7/km²). W hrabstwie było 95% Białych, 0,2% Afroamerykanów, 0.77% Rdzenni Amerykanie, 0.28% Azjatów.4.94% populacji było pochozenia hiszpańskiego, latynoskiego,bądź nie należało do żadnej rasy.
Na 1 gospodarstwo domowe przypada 2,5 ludzi, a na jedną rodzinę 2,98.
Struktura wieku: poniżej 18 lat:26,5%, od 18 do 24 9,2%, od 25 do 44 27,5%, od 45 do 64 25,6%, powyżej 65 11,2%. Średni wiek wynosi 38 lat. Na 100 kobiet przypada 101,9 mężczyzn.
Średni dochód gospodarstwa domowego 37 711 $ rocznie, a na rodzinę 44 425 $.Średni dochód mężczyzny wynosi 38 125 $, a kobiety 19 940 $. Dochód per capita wynosi w hrabstwie 17 344 $. Około 6,7% rodzin i 9,6% populacji żyje poniżej poziomu ubóstwa. Bieda dotyczy również 11,6% ludności poniżej 18. i 10,4% powyżej 65. roku życia.

## Miejscowości
- Meeker
- Rangely